# Alain Lachèze
Alain Lachèze (* 11. September 1928 in Laval; † 24. Februar 1986 in Caen) war ein französischer Fußballspieler.

## Karriere
Lachèze, der der Sohn eines Bäckers war, lief in seiner Heimatstadt für Stade Laval auf, bevor er im Jahr 1949 vom Erstligisten Stade Rennes verpflichtet wurde und damit in den bezahlten Fußball wechselte. Für Rennes debütierte der Stürmer am 4. September 1949 bei einer 1:2-Niederlage gegen den FC Sochaux in der höchsten französischen Spielklasse; fortan kam er zu gelegentlichen Einsätzen. Bedingt durch die anfängliche Konkurrenz von Geoff Taylor musste er auf einen Stammplatz jedoch verzichten und konnte sich danach auch nicht gegen Juan Callichio durchsetzen.
1952 kehrte er Rennes nach 35 Erstligapartien mit sechs Toren den Rücken, da er einen Wechsel zum Amateurverein SC Saint-Nazaire vorzog. Von dort aus ging er 1955 zum SM Caen, dem er treu blieb, bis er 1961 seine Karriere beendete; nach dem Ende seiner Laufbahn lebte er weiter in Caen und starb 1986 in der Stadt.